# Надплинний гелій-4
Надпли́нний ге́лій-4 (також надтеку́чий ге́лій-4; англ. superfluid helium-4) — фазовий стан гелію-4, ізотопу гелію, в якому він виявляє властивості рідини з нульовою в'язкістю: тече без тертя по будь-якій поверхні, протікає через дуже дрібні пори, підкоряючись тільки своїй власній інерції. Водночас в інших експериментах, той же гелій виявляє властивості, притаманні звичайній рідині (з ненульовою в'язкістю).
Надплинна поведінка гелію спостерігається при охолодженні його нижче критичної температури (~2,17 K), коли частина його стає надплинною. При температурі 1 K він стає надплинним майже повністю.
Надплинний гелій відомий як основний об'єкт квантової гідродинаміки і досліджень макроскопічних квантових явищ. Формування надплинності вважається пов'язаним з утворенням конденсату Бозе — Ейнштейна. Свідченням цього є той факт, що надплинність в рідкому гелії-4 спостерігається при набагато вищих температурах, ніж її можна спостерігати в ізотопу гелію-3. Кожен атом гелію-4 є бозоном, оскільки його спін дорівнює нулю. Гелій-3, проте, є ферміоном, що може утворювати бозони тільки шляхом спаровування з аналогічним атомом при нижчих температурах, в процесі, подібному до спаровування електронів в явищі надпровідності.
Ізотоп гелій-4 (⁴He) приблизно в мільйон раз поширеніший, ніж гелій-3 (³He), тому, коли йдеться про використання надплинного гелію, зазвичай мають на увазі саме ⁴He. Невеликі домішки ³He не змінюють поведінки ⁴He: утворюється розчин, який зберігає надплинні властивості, хоча температура переходу дещо знижується. Розчини з високою концентрацією ³He вивчені недостатньо.
На сьогодні, єдиною крім гелію рідиною, якій властивий надплинний стан, є параводень (у дуже малих кількостях — кілька десятків молекул — адже зазвичай молекули орто- і параводню добре перемішані навіть за дуже низьких температур).

## Історія досліджень
Зріджений гелій вперше отримав Камерлінг-Оннес 10 липня 1908 року. Для цього треба було охолодити газ до температури близько 4 K. 1910 року Камерлінг-Оннес зумів охолодити гелій до температури 1,04 K[джерело?]. За ці дослідження він отримав Нобелівську премію 1913 року. Охолодити зріджений гелій до 1 К можна шляхом випаровування під зниженим тиском (із застосуванням вакуумного насоса).
Ефект надплинності зрідженого гелію був виявлений Петром Капіцою, Джоном Аленом і Доном Мізенером 1937 року. Відтоді він був описаний через феноменологічні й мікроскопічні теорії.
У 50-ті роки XX століття Голл (Hall H.E.) і Вайнен (Vinen W.F.) провели експерименти, що встановили існування квантованих вихрових ліній у надплинному гелії. У 1960-ті роки Рейфілд (Rayfield) і Райф (Reif) встановили існування квантових вихрових кілець. Пакард (Packard) спостерігав перетин вихрових ліній з вільною поверхнею рідини, Авенель (Avenel) і Вероку (Varoquaux) вивчали ефект Джозефсона в надплинному гелії-4. 2006 року група вчених з Університету Меріленду візуалізувала квантові вихори за допомогою невеликих маркерних часток твердого водню.

### У 21-му столітті
На початку 2000-х років, фізики створили ферміонний конденсат з пар ультрахолодних атомів-ферміонів[джерело?]. При певних умовах пари ферміонів утворюють двоатомні молекули, і в їхній системі стає можливою конденсація Бозе — Ейнштейна. В іншій крайності ферміони (зокрема, більшість надпровідних електронів) утворюють куперівські пари, для яких також властива надплинність. Ця робота про ультрахолодні атомічні гази дозволила досліджувати область між цими двома крайностями, відому як BEC-BCS кросовер.
Надплинні тверді тіла, можливо, також були виявлені в 2004 році фізиками з університету штату Пенсильванія. Коли гелій-4 охолодити до температури нижче, ніж приблизно 200 мК при високому тиску, близько одновідсоткова частина твердого тіла, як видається, стає надплинною. Було показано за допомогою експерименту торсіонного осцилятора, що при різкому охолодженні або подовження часу нормалізації, тим самим збільшуючи або зменшуючи щільність дефектів відповідно, фракція надплинного твердого тіла може бути в діапазоні від 20 % до повністю відсутньої. Це дозволило припустити, що надплиннотвердотільна природа гелію-4 не притаманна гелію-4, але є властивістю гелію-4 і невпорядкованості. Деякі нові теорії постулюють, що супер твердий сигнал, що спостерігається в гелії-4 був насправді спостереженням або стану надскловидного або внутрішньо надплинним кордоном зерен в кристалі гелію-4.

## Властивості

Мал. 1. Фазова діаграма ⁴He. Показує за яких умов (температури (Т) та тиску (р) гелій перебуває в газоподібному, рідкому й твердому стані. Відповідні ділянки на фазовій діаграмі розділені кривою плавлення (між рідким і твердим станом) та лінією кипіння (між рідким і газоподібним станом). Остання лінія закінчується в критичній точці, де різниця між газом і рідиною зникає.

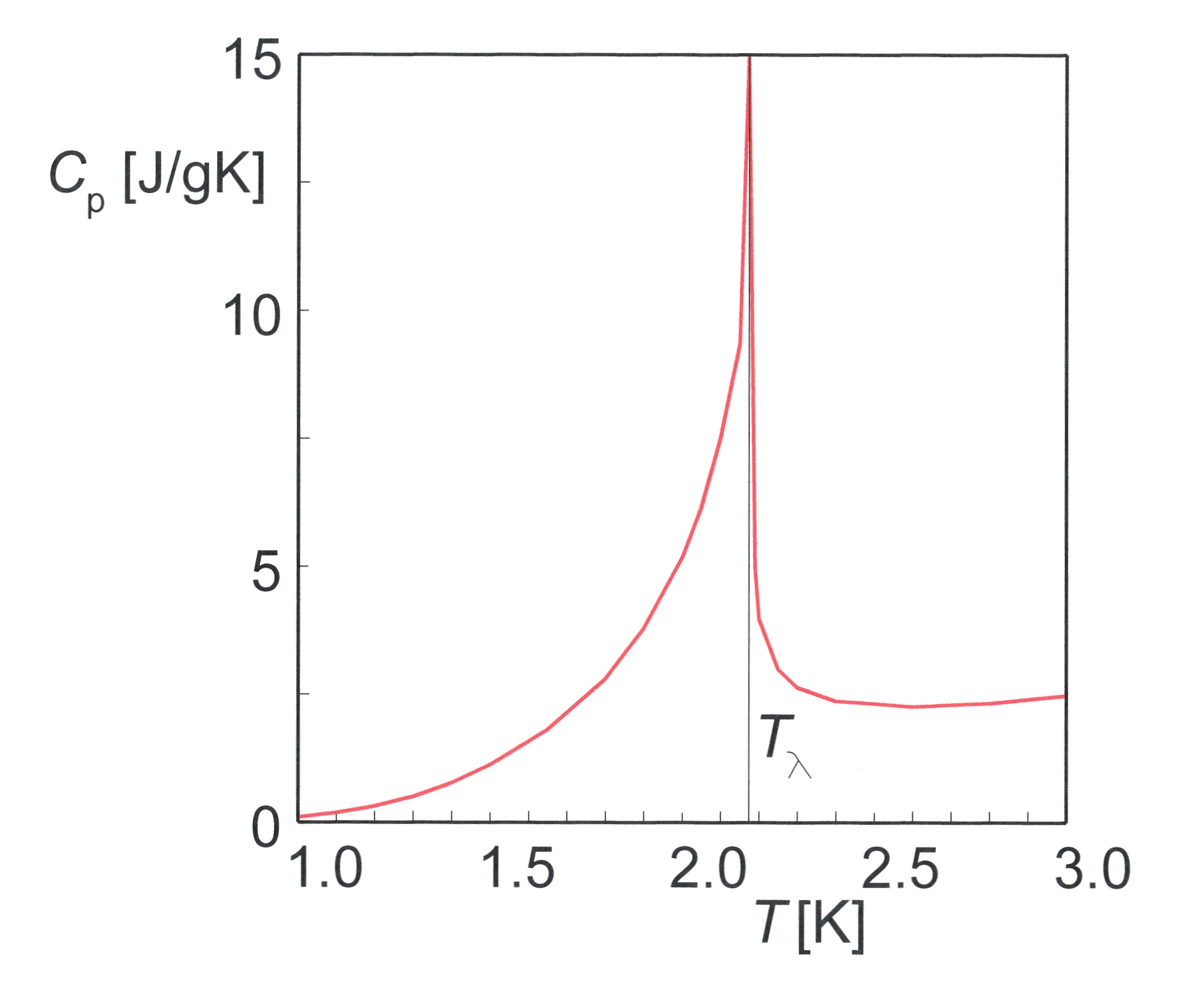
Мал. 2. Теплоємність рідини ^{4}He при тиску насиченої пари як функція температури. Пік при T = 2,17 K позначає фазовий перехід другого роду.

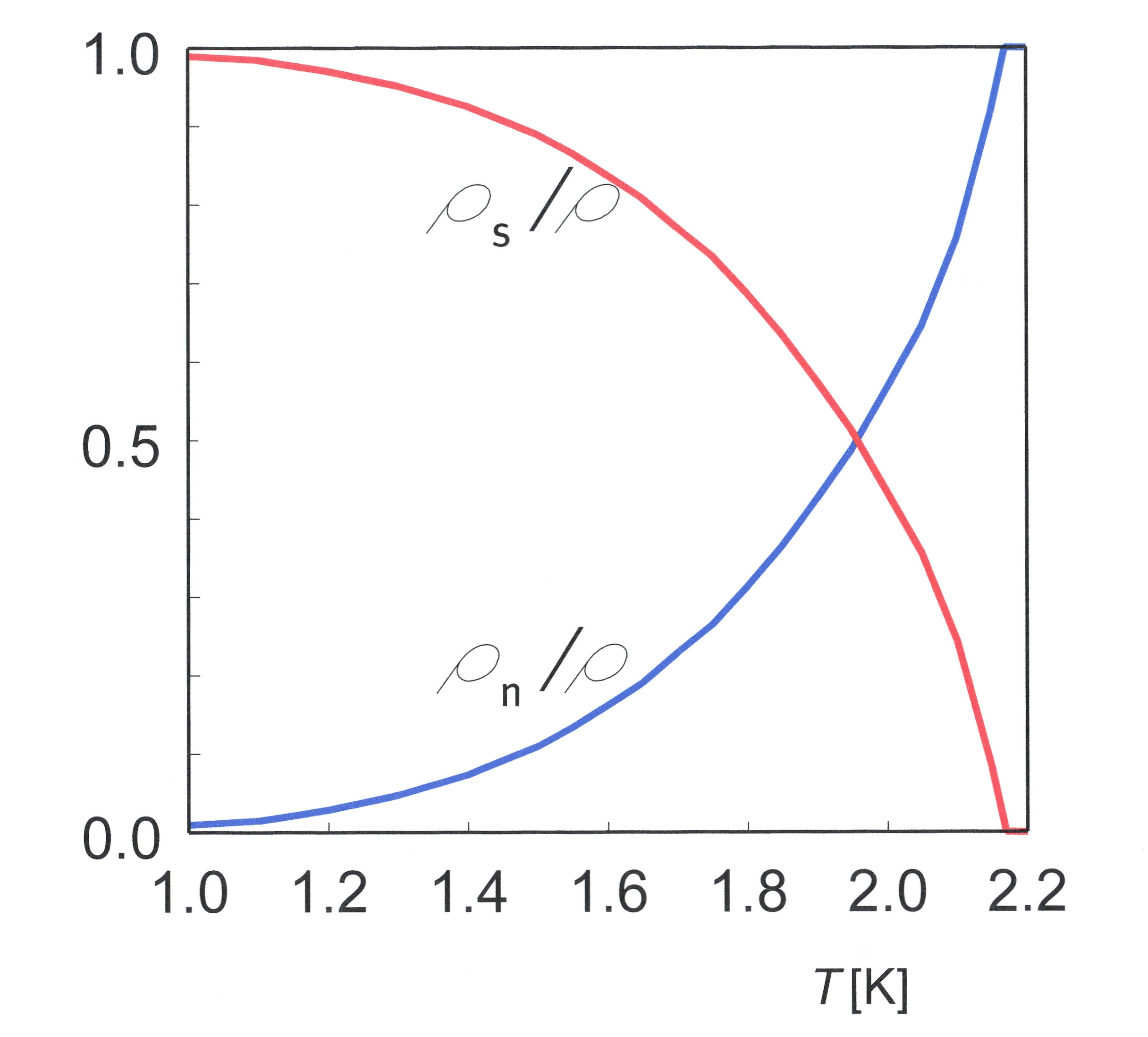
Мал. 3. Температурна залежність відносних надплинної й нормальної компонент ρ_{n}/ρ і ρ_{s}/ρ як функцій T.

Діаграма стану (малюнок 1) показує унікальну властивість 4He, який може перебувати в рідкому стані навіть при абсолютному нулі. Твердіє він лише під тиском понад 25 бар.
На цій діаграмі також показана λ-лінія, яка розділяє дві ділянки рідкого стану, позначені на діаграмі як He-I і He-II. На ділянці He-I гелій поводиться як нормальна рідина, тоді як ділянці He-II він надплинний.
Назва лямбда-лінії походить від своєрідного графіку залежності теплоємності від температури, що нагадує форму грецької літери λ (лямбда). Пік теплоємності спостерігається при температурі 2,172 К (малюнок 2), яку називають λ-точкою.

### Двокомпонентність
Нижче лямбда-лінії поведінка гелію феноменологічно може бути описана так званою дворідинною моделлю. Він поводить себе так, начебто складається з двох компонент: нормальної, що поводиться як звичайна рідина, і надплинної компоненти з нульовою в'язкістю й нульовою ентропією. Співвідношення густини нормальної (ρn) і надплинної (ρs) компоненти залежить від температури і подано на малюнку 3. При зниженні температури, частка густини надплинної компоненти (ρs/ρ) зростає від нуля при Tλ до одиниці при нульовій температурі за Кельвіном. Нижче 1 K гелій майже повністю надплинний.
Нижче температури 0,7 K залежність густини нормальної компоненти від температури має вигляд ρn ~ T4.
Надплинні рідини, такі як гелій-4 нижче лямбда-точки, мають чимало незвичайних властивостей. Прикладання тепла до зони в надплинному гелії призводить до потоку нормальної компоненти, який забезпечує перенесення тепла з порівняно високою швидкістю (до 20 см/с), що призводить до дуже високої ефективної теплопровідності.
Можна створювати хвилі густини нормальної компоненти (а, відтак, і надплинної компоненти, оскільки як ρn + ρs = константі), які нагадують звичайні звукові хвилі. Цей ефект називається другим звуком. Через температурну залежність ρn (малюнок 3) ці хвилі у ρn є також температурними хвилями.

Рис. 4. Гелій II буде «повзти» по поверхні й через деякий час рівні рідини в двох контейнерах зрівняються. Плівка Ролліна також охоплює внутрішню частину більшого контейнера; якби він не був би запечатаний, то гелій II виповз би й витік геть.

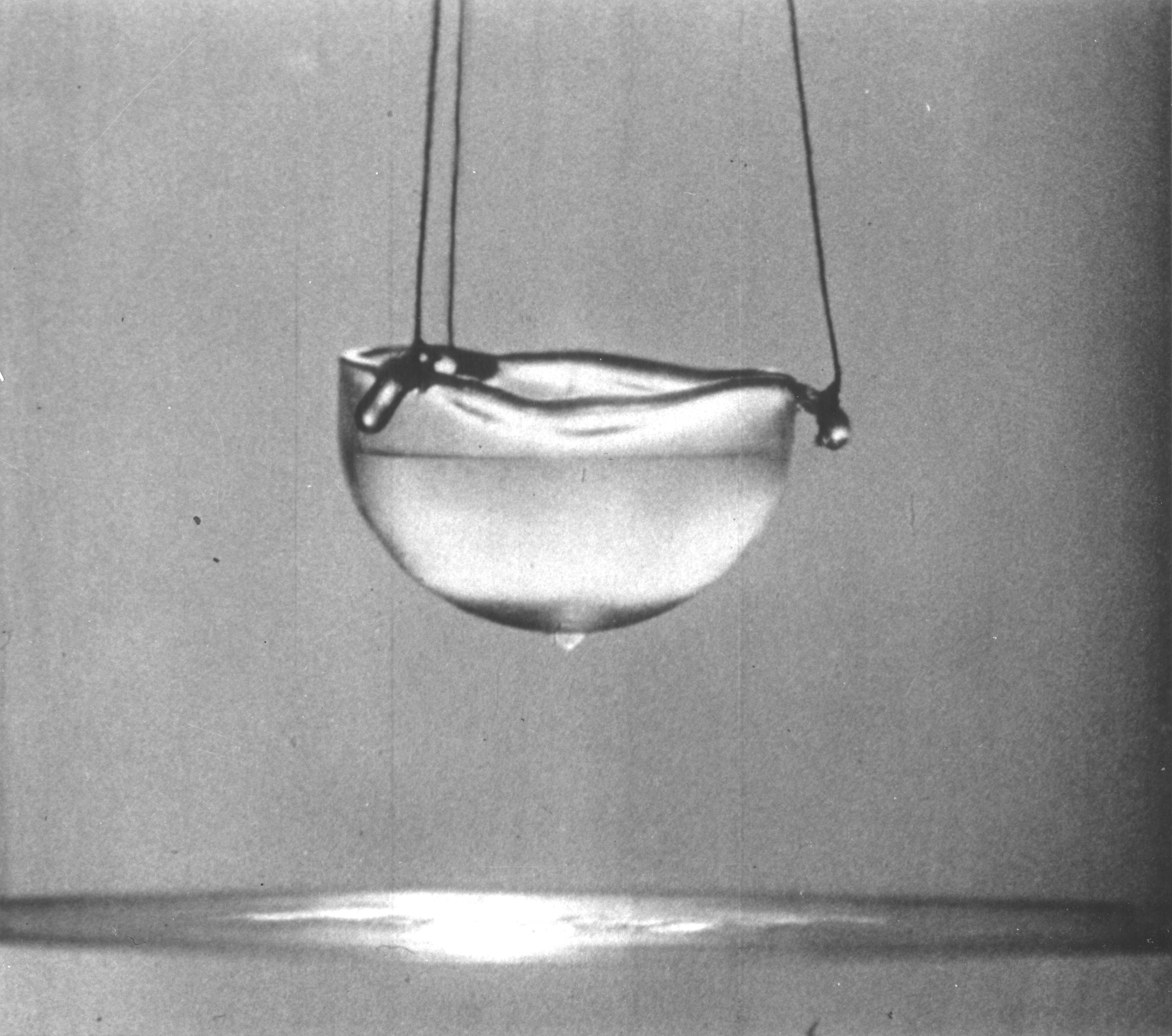
Рис. 5. Рідкий гелій всередині чашки перебуває в надплинній фазі. Доки він залишається надплинним, він повзе вгору по стінці у вигляді тонкої плівки. Ця плівка перетікає через край і далі опускається по зовнішньому боці стінки, утворюючи під дном краплю, яка падає в рідину нижче. Краплі утворюються одна за одною, аж доки чашка не спорожніє.

### Потік плівки
Багато звичайних рідин, такі як спирт або нафта, повзтимуть вгору твердими стінками завдяки явищу змочування, зумовленому поверхневим натягом. Рідкий гелій також має цю властивість, але, у випадку He-II, потік рідини в шарі обмежується не його в'язкістю, а критичною швидкістю, яка становить близько 20 см/с. Це досить висока швидкість, тому надплинний гелій може порівняно легко текти вгору стінками порожнього контейнера, частково зануреного в рідину, дотікати аж до верху й перетікати через край, заповнюючи контейнер до рівня рідини зовні. Цей сифонний ефект схематично показано на малюнку 4. Якщо наповнений контейнер підняти вище рівня рідини, то потік плівки утворює видимі краплі на дні контейнера, як показано на малюнку 5.

### Різниця з гелієм-3
Хоча феноменології надплинних станів гелію-4 і гелію-3 дуже схожі, мікроскопічні деталі переходів значно відрізняються. Атоми гелію-4 є бозонами, і їхня надплинність може бути пояснена з погляду статистики Бозе — Ейнштейна, якій вони підпорядковуються. Зокрема, надплинність гелію-4 можна розглядати як наслідок конденсації Бозе-Ейнштейна в системі зі взаємодією. З іншого боку, атоми гелію-3 є ферміонами, і надплинний перехід у цій системі описується узагальненням теорії надпровідності БКШ. У цій теорії відбувається куперівське парування між атомами (а не електронами, як у БКШ) і взаємодія притягування між ними передається через спінові, а не фононні флуктуації. (Див. ферміонний конденсат.) Об'єднаний опис надпровідності й надплинності можливий з погляду спонтанного порушення калібрувальної симетрії.

### Квантові вихори
Інша фундаментальна властивість виявляється, якщо надплинну рідину вмістити в центрифугу (контейнер, що обертається). Замість того, щоб обертатися разом із контейнером, у гелії виникають квантові вихори. Тобто, коли контейнер обертається зі швидкістю нижчою першої критичної кутової швидкості, рідина залишається абсолютно нерухомою. Після того, як буде досягнута перша критична кутова швидкість, надплинна рідина утворює вихор. Сила вихору квантована, тобто надплинна рідина може обертатися тільки при певних «припустимих» значеннях кутової швидкості. Обертання нормальної рідини, такої, як вода, не квантується. Якщо швидкість обертання збільшується далі, будуть формуватися нові квантові вихори, утворюючи цікаві узори, аналогічні ґратці Абрикосова в надпровіднику.

## Надплинна гідродинаміка
Рівняння руху для надплинної компоненти, в дещо спрощеному вигляді, задається законом Ньютона
{\displaystyle {\vec {F}}=M_{4}{\frac {\mathrm {d} {\vec {v}}_{s}}{\mathrm {d} t}}.}
M4 — молярна маса 4He і {\displaystyle {\vec {v}}_{s}} швидкість надплинної компоненти. Похідна за часом — так звана гідродинамічна похідна, тобто записана для елемента рідини, що сам рухається. У випадку надплинного 4He в гравітаційному полі сила задається як
{\displaystyle {\vec {F}}=-{\vec {\nabla }}(\mu +M_{4}gz).}.
У цьому виразі μ — мольний хімічний потенціал, g — гравітаційне прискорення, і z — вертикальна координата. Таким чином,

| {\displaystyle M_{4}{\frac {\mathrm {d} {\vec {v}}_{s}}{\mathrm {d} t}}=-{\vec {\nabla }}(\mu +M_{4}gz).} | \| \| \| \| \| \| \| \| | (1) |
| |                         |     |
| |                         |     |
Рівняння (1) виконується тоді і тільки тоді, коли vs не перевищує деяке критичне значення, яке, як правило, визначається діаметром каналу потоку.
У класичній механіці сила часто є градієнтом потенціальної енергії. Рівняння (1) показує, що, у випадку надплинної компоненти, сила містить член пропорційний градієнту хімічного потенціалу. Завдяки цьому He-II демонструє такі надзвичайні властивості як фонтанний ефект.

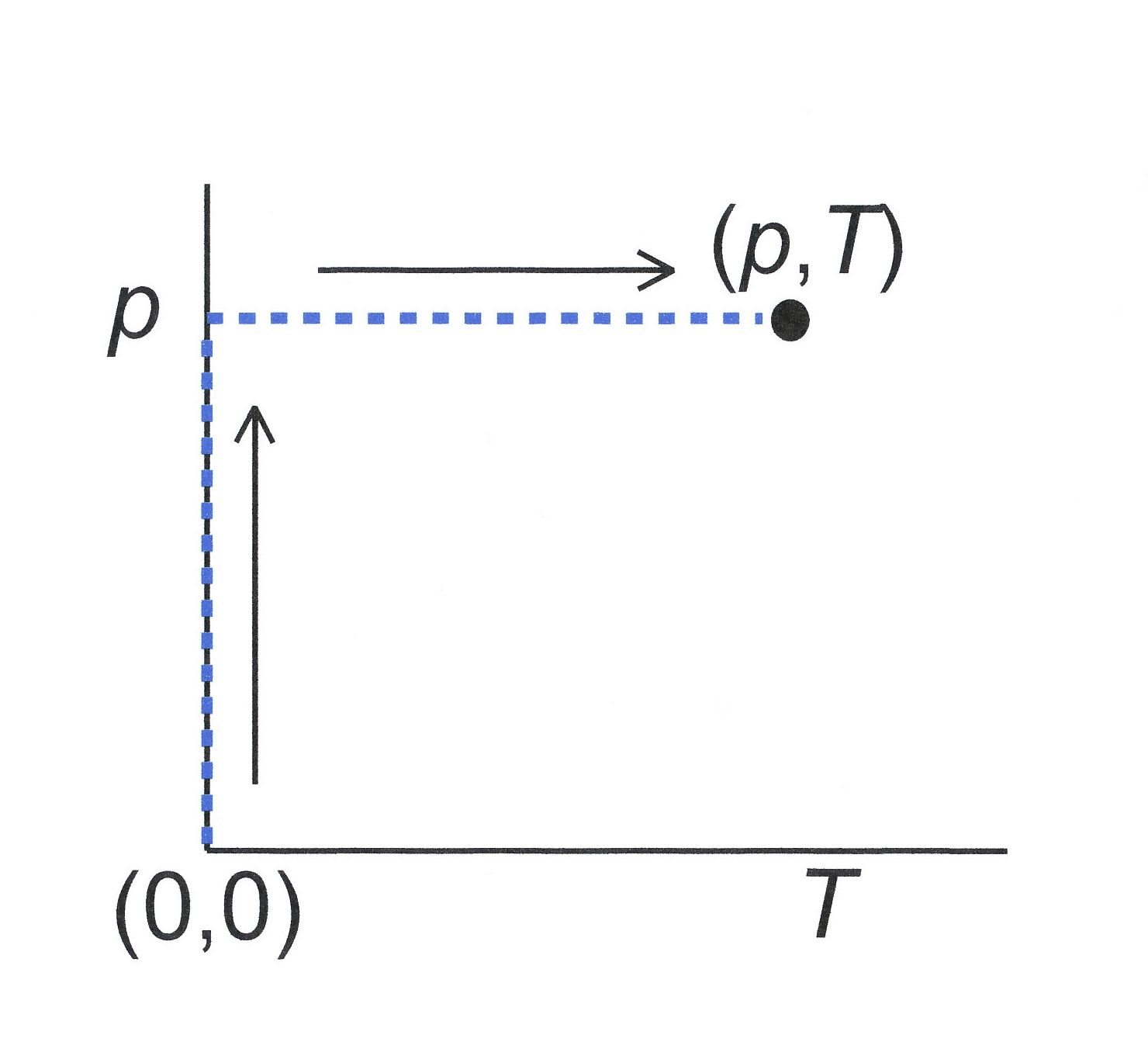
Рис. 6. Шлях інтегрування для обчислення μ при довільних p і T.

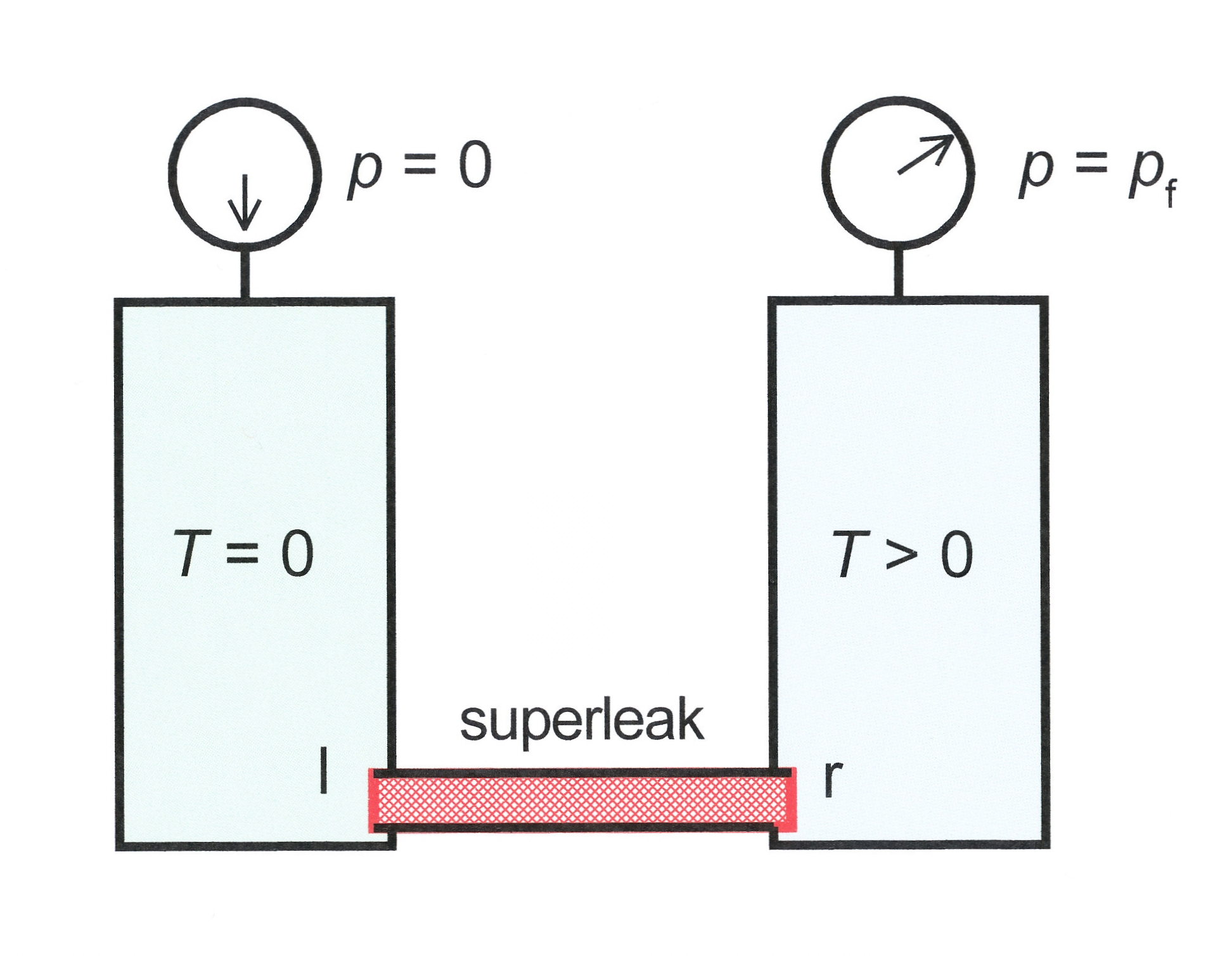
Рис. 7. Демонстрація фонтанного тиску. Дві посудини, з'єднані супертечею, через яку протікає лише надплинна компонента.

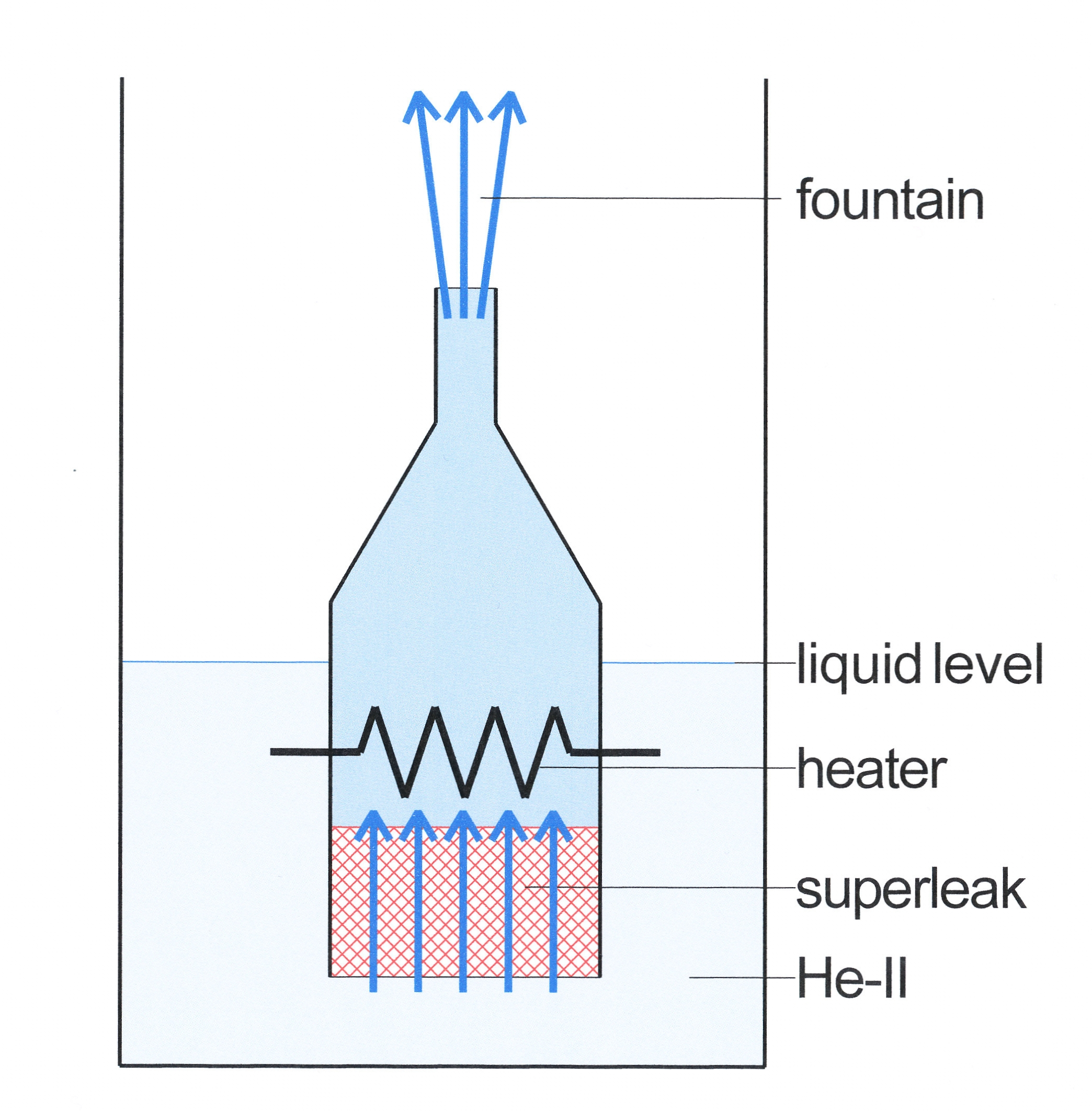
Рис. 8. Демонстрація фонтанного ефекту. Капілярна трубка «закрита» в одному кінці супертечею і вміщена у ванну з надплинним гелієм, а потім нагріта. Гелій тече вгору через трубку і розбризкується як фонтан.

### Фонтанний тиск
Для того, щоб переписати рівняння (1) в більш звичній формі ми використовуємо загальну формулу

| {\displaystyle \mathrm {d} \mu =V_{m}\mathrm {d} p-S_{m}\mathrm {d} T.} | \| \| \| \| \| \| \| \| | (2) |
|                                                                         |                         |     |
|                                                                         |                         |     |
Тут Sm молярна ентропія і Vm молярний об'єм. За допомогою рівняння (2) μ(p,T) можна визначити за допомогою контурного інтегрування у р-Т площині. Спочатку ми інтегруємо від початку координат (0,0) до (p, 0), тобто, при T = 0. Далі ми інтегруємо з (р, 0) до (p,T), тобто, з постійним тиском (дивись рисунок 6). У першому інтегралі dT=0 , а в другому dp=0. За допомогою рівняння (2) отримуємо

| {\displaystyle \mu (p,T)=\mu (0,0)+\int _{0}^{p}V_{m}(p^{\prime },0)\mathrm {d} p^{\prime }-\int _{0}^{T}S_{m}(p,T^{\prime })\mathrm {d} T^{\prime }.} | \| \| \| \| \| \| \| \| | (3) |
| |                         |     |
| |                         |     |
Ми зацікавлені тільки в тих випадках, коли р мале, так що Vm практично незмінний. Отже,

| {\displaystyle \int _{0}^{p}V_{m}(p^{\prime },0)\mathrm {d} p^{\prime }=V_{m0}p} | \| \| \| \| \| \| \| \| | (4) |
|                                                                                  |                         |     |
|                                                                                  |                         |     |
де Vm0 молярний об'єм рідини при T =0 і p =0. Інший член у рівнянні (3) також записується у вигляді добутку Vm0 і величини pf яка має розмірність тиску

| {\displaystyle \int _{0}^{T}S_{m}(p,T^{\prime })\mathrm {d} T^{\prime }=V_{m0}p_{f}.} | \| \| \| \| \| \| \| \| | (5) |
|                                                                                       |                         |     |
|                                                                                       |                         |     |
Тиск pf називається фонтанним тиском. Його можна обчислити з ентропії 4He, яку, в свою чергу, можна обчислити з теплоємності. Для T =Tλ фонтанний тиск дорівнює 0,692 бар. При густині рідкого гелію 125 кг/м3 і g = 9.8 м/с2 цей тиск відповідає стовпчику рідкого гелію 56-метрової висоти. Отже, у багатьох експериментах, фонтанний тиск сильніше впливає на рух надплинного гелію, ніж сили тяжіння.
За допомогою рівнянь (4) і(5), рівняння (3) набуває форми

| {\displaystyle \mu (p,T)=\mu _{0}+V_{m0}(p-p_{f}).} | \| \| \| \| \| \| \| \| | (6) |
|                                                     |                         |     |
|                                                     |                         |     |
Підстановка рівняння (6) в (1) дає

| {\displaystyle \rho _{0}{\frac {\mathrm {d} {\vec {v}}_{s}}{\mathrm {d} t}}=-{\vec {\nabla }}(p+\rho _{0}gz-p_{f}).} | \| \| \| \| \| \| \| \| | (7) |
| |                         |     |
| |                         |     |
з густиною рідкого 4He при нульовому тиску і температурі ρ₀ = M4/Vm0.
Рівняння (7) показує, що надплинна компонента прискорюється, як зазвичай, гравітаційно зумовленим градієнтом тиску, однак також градієнтом фонтанного тиску.
Поки що рівняння (5) має лише математичний сенс, однак у спеціальних експериментальних установках pf може відображатися як реальний тиск. На малюнку 7 показані дві посудини, обидві з He-II. Ліва посудина має перебувати при нульовій температурі за Кельвіном (Tl=0) і нульовому тиску (pl = 0). Посудини з'єднані так званою супертечею. Це трубка, заповнена дуже дрібним порошком, через що потік нормальної компоненти практично заблокований. Проте надплинна компонента може протікати через цю супертечу без будь-яких проблем (нижче критичної швидкості — близько 20 см/с). У стаціонарному стані vs=0, отож з рівняння (7) випливає

| {\displaystyle p_{l}+\rho _{0}gz_{l}-p_{fl}=p_{r}+\rho _{0}gz_{r}-p_{fr}} | \| \| \| \| \| \| \| \| | (8) |
|                                                                           |                         |     |
|                                                                           |                         |     |
де індекс l (r) стосується лівої (правої) сторони супертечі. В даному конкретному випадку pl = 0, zl = zr, і pfl = 0 (оскільки Tl = 0). Отже,
{\displaystyle 0=p_{r}-p_{fr}.}
Це означає, що тиск у правій посудині дорівнює фонтанному тиску при Tr.
Фонтан можна створити в експерименті, поставленому як на малюнку 8. Фонтанний ефект використовується для створення циркуляції 3He в рефрижераторах розчинення.

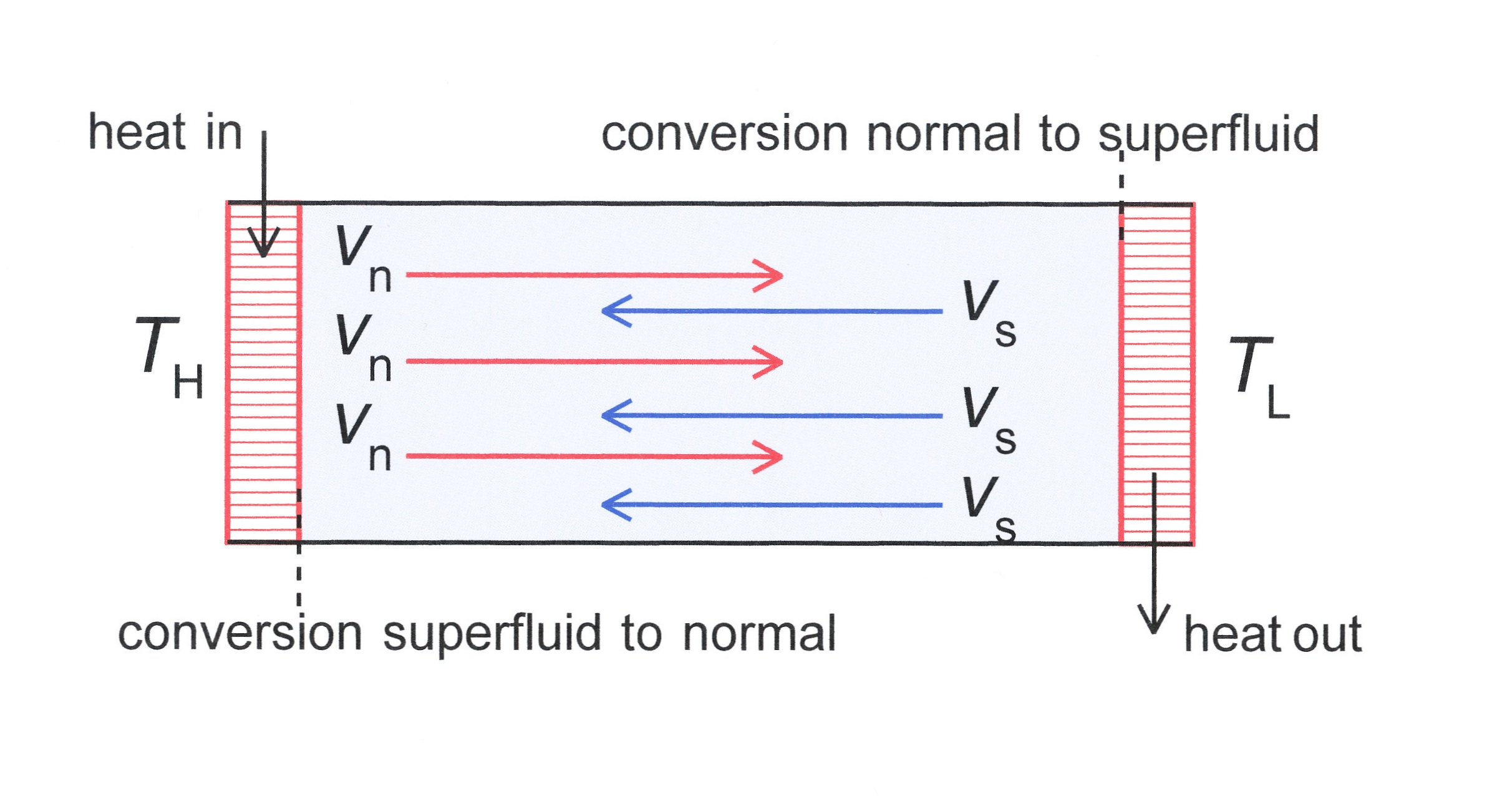
Рис. 9. Транспортування тепла за допомогою протитечії нормальної і надплинної компонент He-II

### Перенесення тепла
На малюнку 9 показано експеримент з теплообміну між двома посудинами з температурами TH і TL, з'єднаними трубкою, заповненою He-II. Коли тепло подається до гарячого кінця тиск створюється на гарячому кінці відповідно до рівняння (7). Цей тиск змушує рухатися нормальну компоненту від гарячого кінця до холодного кінця відповідно до рівняння

| {\displaystyle \Delta p=-\eta _{n}Z{\dot {V}}_{n}.} | \| \| \| \| \| \| \| \| | (9) |
|                                                     |                         |     |
|                                                     |                         |     |
Тут ηn — в'язкість нормальної компоненти, Z — певний геометричний множник, а {\displaystyle {\dot {V}}_{n}} — об'ємний потік. Нормальний потік врівноважується потоком надплинної компоненти від холодного до гарячого кінця. На кінцевих ділянках відбувається перетворення нормальної компоненти в надплинну і навпаки. Отже, тепло переноситься, не завдяки теплопровідності, а через конвекцію. Цей вид перенесу тепла є дуже ефективним, так що теплопровідність He-II набагато більша, ніж теплопровідність найкращих матеріалів. Ситуація порівнянна з теплопроводами, де тепло транспортується завдяки газорідинній конверсії. Висока теплопровідність He-II застосовується для стабілізації надпровідних магнітів, наприклад, у Великому адронному колайдері в CERNі.

## Теорія

### Дворідинний підхід Ландау
Феноменологічна і напівмікроскопічна теорія надплинності гелію-4 Лева Ландау принесла йому Нобелівську премію з фізики 1962 року. Припустивши, що звукові хвилі є найбільш важливими збудженнями в гелії-4 при низьких температурах, він показав, що гелій-4, протікаючи повз стіни, не буде спонтанно створювати збудження, якщо швидкість потоку менша за швидкість звуку. У цій моделі швидкість звуку є «критичною швидкістю», вище якої надплинність руйнується. (Гелій-4 насправді має нижчу швидкість потоку, ніж швидкість звуку, але ця модель корисна для ілюстрації концепції.) Ландау також показав, що звукові хвилі та інші збурення можуть врівноважувати одне одного і рухатися незалежно від іншої частини гелію-4, яка відома як «конденсат».
Виходячи з імпульсу і швидкості потоку збуджень, Ландау потім визначив густину «нормальної» рідини, яка дорівнює нулю при нульовій температурі і збільшується з ростом температури. При так званій температурі лямбда, де густина нормальної складової дорівнює сумарній густині, гелій-4 втрачає надплинність.
Щоб пояснити ранні дані щодо питомої теплоємності надплинного гелію-4, Ландау постулював існування особливого типу збудження, яке він назвав «ротоном», але після отримання точніших даних, він вирішив, що «ротон» не відрізняється від високоімпульсної версії звуку.
Теорія Ландау не розробляла детально мікроскопічної структури надплинної компоненти рідкого гелію. Першу спробу створити мікроскопічну теорію самої надплинної компоненти здійснив Фріц Лондон і Ласло Тісса. Згодом різні автори запропонували інші мікроскопічні моделі. Їхня головна мета полягає в тому, щоб вивести форму міжчастинкової взаємодії між атомами гелію в надплинному стані з перших принципів квантової механіки. Існує кілька моделей такого роду: моделі з вихровими кільцями, моделі твердих сфер, гаусівські кластерні теорії тощо.

### Модель вихрового кільця
Ландау вважав, що завихреність з'являється у надплинному гелії-4 у вигляді вихрових листів, але було доведено, що такі листи нестійкі. Ларс Онсагер, а потім незалежно від нього Річард Фейнман, показали, що завихреність з'являється у вигляді квантованих вихрових ліній. Вони також розробили ідею квантововихрових кілець. В 1940-х роках Аріє Байл,
а також Фейман у 1955, розробили мікроскопічні теорії для ротону, який незабаром спостерігався на експериментах з непружного розсіяння нейтронів Палевського. Пізніше Фейнман визнав, що його модель дає лише якісне узгодження з експериментом.

### Моделі жорстких сфер
Моделі жорстких сфер використовують спрощену форму міжчастинкового потенціалу взаємодії між атомами гелію-4 в надплинних фазах. А саме, потенціал передбачається типу твердих сфер. У цих моделях якісно відтворюється відомий (ротонний) спектр збуджень Ландау.

### Гаусівський кластерний підхід
Цей двомасштабний підхід описує надплинну компоненту рідкого гелію-4. Він складається з двох вкладених моделей, пов'язаних між собою за допомогою параметричного простору. Короткохвильова частина описує внутрішню структуру пакунка плину, використовуючи непертурбативний підхід, заснований на логарифмічному рівнянні Шредінгера
{\displaystyle i{\frac {\partial \psi }{\partial t}}+\Delta \psi +\psi \ln |\psi |^{2}=0}
для комплекснозначної функції {\displaystyle \psi =\psi (\mathrm {\mathbf {x} } ,t)}, тут {\displaystyle \Delta \,} — лапласіан щодо вектора {\displaystyle \mathrm {\mathbf {x} } }, вона пропонує гаусівськоподібну поведінку густини й міжчастинкового потенціалу внутрішньої взаємодії елемента. Довгохвильова частина — це квантова теорія багатьох тіл таких елементів, яка займається їхньою динамікою і взаємодією. Підхід забезпечує єдиний опис фононних, максонних і ротонних збуджень, і має значне узгодження з експериментом: використовуючи лише один важливий параметр, можна з високою точністю відтворити ротонний спектр Ландау, швидкість звуку і структурний фактор надплинного гелію-4. Ця модель використовує загальну теорію квантових рідин Бозе з логарифмічними нелінійностями, що базуються на введенні внеску дисипативного типу в енергію, пов'язану з квантовою функцією ентропії Еверетта-Гіршмана.

## Практичне застосування
Технологія надплинного гелію використовується для розширення температурного діапазону кріокулерів до нижчих температур. Досі межа становить 1,19 К, але потенційно можливо досягти 0,7 К.
Нещодавно[коли?] надплинний гелій-4 було успішно застосовано в хімічних спектроскопічних методах як квантовий розчинник. Крапельна спектроскопія в надплинному гелії являє великий інтерес для вивчення молекул газу, оскільки надплинне середовище дозволяє молекулі, сольватованій у ньому, мати ефективну свободу обертання, завдяки чому молекула може поводитися подібно до того, як це було б у «газовій» фазі. Крапельки надплинного гелію мають характерну температуру близько 0,4 К, що охолоджує сольватовану молекулу (чи молекули) майже до її ровібронного стану (одночасної взаємодії між обертальними, коливальними й електронними ступенями свободи в молекулі)[джерело?].
Розчинення гелію-3 в надплинному гелії-4 призводить до охолодження суміші, що дозволяє досягти ще нижчих температур. Цей процес застосовується в рефрижераторі розчинення. Коли концентрація гелію-3 в розчині досягає рівня насиченості (близько 7 %, залежить від температури), а температура зменшується до 870 міліКельвінів (мК), розчин спонтанно розділяється на дві фази: надплинний розчин гелію-3 в гелії-4 (містить близько 6,6 % гелію-3) та розчин гелію-4 в гелії-3 (майже повністю складається з гелію-3). Фазу, багату гелієм-3, можна відокремити, випарувати гелій-3 (за температур 500—700 мК парціальний тиск його пари значно більший, ніж гелію-4), охолодити й знову подати до його камери розчинення. Таким чином температура в камері розчинення знову зменшиться. Теоретично цей процес можна продовжувати нескінченно, отримуючи все нижчу й нижчу температуру. Утім, розмір апарата зростає обернено пропорційно T4 й за температур нижче 0,2 мК він стає надто великим та дорогим.
Охолодження надплинним гелієм знайшло своє застосування в космічних апаратах, зокрема для охолодження надчутливих гіроскопів, які дозволяють вимірювати деякі теоретично передбачені гравітаційні ефекти:
- У космічному апараті Gravity Probe B[en] свинцеві та ніобієві гіроскопи були занурені в термос із гелієм за температури нижче 2 K, що дозволило їм зберігати надпровідний стан[46].

Також надплинний гелій застосовують для охолодження болометрів, які вимірюють інфрачервоне та мікрохвильове випромінювання: 
- На астрономічному супутнику IRAS, запущеному в січні 1983 року для спостережень в інфрачервоному діапазоні, для охолодження детекторів до температури  1,6 К (−271,55 °C) було використано 73 кілограми (720 літрів) надплинного гелію[47].
- Аналогічна система охолодження була застосована на супутнику COBE, який вивчав реліктове випромінювання (запущений у листопаді 1989 року). Його дьюар містив 650 літрів надплинного гелію[48].
- На космічному телескопі Планк (2009—2013 рр), що працював із такою ж метою, для охолодження детекторів до температури 0,1 К було застосовано рефрижератор розчинення[49].
- Аналогічний рефрижератор на телескопі імені Джеймса Клерка Максвелла має базову температуру близько 50 мК і підтримує температуру болометрів близько 75 мК[50].

### Україномовні
- Надтекучість гелію — Технічна енциклопедія TechTrend
- Плинність рідини. Надтекучість гелію — moyaosvita.com.ua

### Англомовні
- Надплинна густина у неперервних і дискретних просторах: Уникнення неправильних уявлень
- Надплинний Рідкий Гелій II: демонстрації лямбда точки переходу /парадокс в'язкості / дворідинна модель / фонтанний ефект / повзуча плівка / другий звук.
- Відео з дивною поведінкою надплинного гелію
- Надплинні фази гелію
- Superfluid Helium Droplets: An Ultracold Nanolaboratory
- http://web.mit.edu/newsoffice/2005/matter.html
- Індійська стаття про надплинні стани